# Walter How

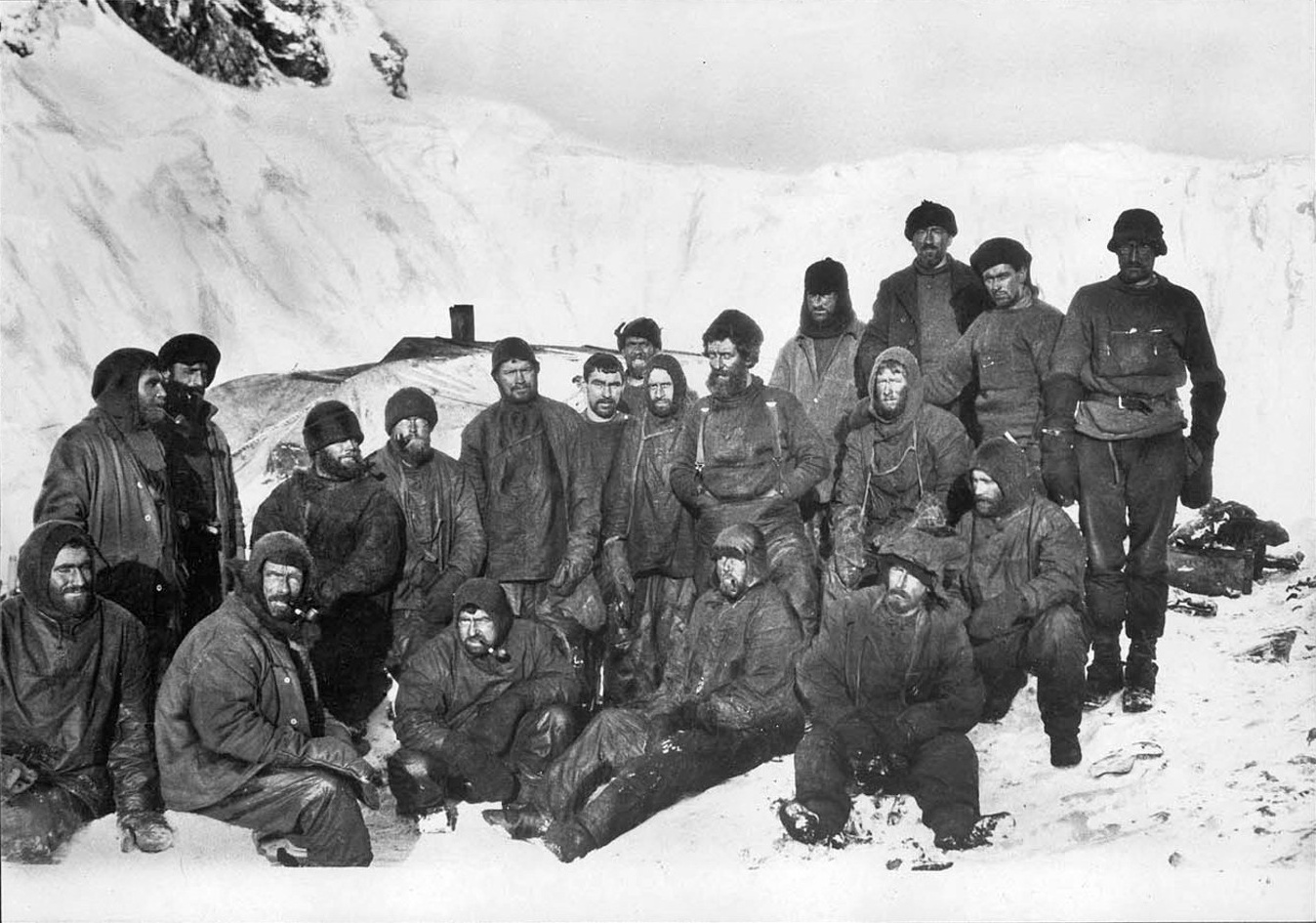
Walter How (vordere Reihe, Dritter von links) und der Großteil der anderen auf Elephant Island gestrandeten Männer der Endurance-Expedition (1916)

Walter Ernest How (* 25. Dezember 1885 in London; † 5. August 1972 ebenda) war ein britischer Seemann, der an der Endurance-Expedition (1914–1917) des britischen Polarforschers Ernest Shackleton in die Antarktis teilnahm.

## Leben
Walter „Wally“ How wurde im Londoner Stadtteil Bermondsey geboren. Nach seiner Schulzeit in Hemel Hempstead ging er im Alter von 12 Jahren zur See. Er diente auf einem Vermessungsschiff vor der Küste Labradors, als er von Shackletons bevorstehender zweiter eigenen Antarktisexpedition erfuhr. Er ließ seine 1913 angetraute Ehefrau Helen und eine erst sechs Wochen alte Tochter zurück und bewarb sich erfolgreich um eine Teilnahme. Shackleton soll ihn wegen seiner Erfahrungen in arktischen Gewässern und aufgrund seiner künstlerischen Fähigkeiten ausgewählt haben, die ihn als möglichen Ersatz für den Expeditionszeichner George Marston qualifizierten.
Während der Expedition schmuggelte er in Buenos Aires gemeinsam mit William Bakewell den blinden Passagier Perce Blackborow an Bord der Endurance. Vor der Abfahrt der James Caird von Elephant Island nach Südgeorgien überließ er seinem Kameraden John Vincent seine noch trockenen Hosen. Für seine Verdienste um die Expedition erhielt How die bronzene Ausführung der Polar Medal.
Nach seiner Rückkehr von der Forschungsreise schloss sich How im Ersten Weltkrieg der britischen Handelsmarine an. Er verlor ein Auge, nachdem sein Schiff auf eine deutsche Seemine gelaufen war. Nach dem Kriegsende nahm er unterschiedliche Arbeiten an; er war unter anderem als Dekorateur und Kunstmaler tätig. Shackleton lud ihn zur Teilnahme an der Quest-Expedition (1921–1922) ein, doch How lehnte kurzfristig ab, nachdem sein Vater gestorben war. 1929 war er Kommandant der Yacht Macheeb für Kreuzfahrten in der schottischen Inselwelt. Kurz danach wurde er Betreuer eines am Victoria Embankment in London vertäuten Schiffs. Zu Beginn des Zweiten Weltkriegs nahm How eine Stellung bei der Tottenham Gas Company an. Seine bei der Endurance-Expedition entstandenen Illustrationen erschienen 1957 im Buch Shackleton von Margery und James Fisher. Er galt als Experte für die Anfertigung von Schiffsmodellen, einschließlich von Buddelschiffen.
1970 nahm er gemeinsam mit Lionel Greenstreet und Charles Green als einer der letzten Veteranen der Endurance-Expedition an Feierlichkeiten auf der HMS Endurance teil. Er starb 1972 im Alter von 86 Jahren an den Folgen einer Krebserkrankung.